# ماکس میلر (سیاستمدار)
مکس لئونارد میلر (زاده ۱۳ نوامبر ۱۹۸۸) سیاستمدار جمهوری‌خواه آمریکایی و دستیار سابق دونالد ترامپ است. او که عضو مجلس نمایندگان ایالات متحده است، از سال ۲۰۲۳ نماینده ایالات متحده در حوزه هفتم کنگره اوهایو بوده است
میلر نوه ساموئل اچ. میلر، رئیس مشترک بازنشسته سابق Forest City Realty Trust، و پسر آبه و بارب میلر است. مادربزرگ او، روث میلر، کاندیدای حوزه ۲۲ کنگره اوهایو در سال ۱۹۸۰ بود. عموی او آرون دیوید میلر، محقق مطالعات خاورمیانه است.